# Codó (músico)
Clodoaldo Brito, mais conhecido como codó (Arraial de Cairú de Salinas da Margarida, 18 de setembro de 1913 — Niterói, 26 de janeiro de 1985) foi um pescador, comerciante, capoeirista, compositor, cantor e violonista brasileiro.
Nascido no município de Cairú de Salinas da Margarida, uma ponta de ilha próximo a ilha de Itaparica, perto da Ilha do Medo. Filho de Paulo de Brito e Carolina Arcanjo de Brito, foi criado descalço no meio do mato. Ainda garoto, interessou-se pela pescaria, pela canoa e pela lavoura. Codó na infância gostava de fazer farinha e beju. Com quinze anos de idade Codó construiu seu primeiro violão, com madeira e cordas de piaçava.
Com dezesseis anos Codó quis conhecer Salvador, mas foi impedido por seu pai, pois este dizia que ele precisava primeiro aprender a tocar violão. Ouvindo isso de seu pai, Codó disse a si mesmo, “ainda vou ter um violão de verdade, igual ao do velho que fica sentado na beira do rio”. Este velho, de quem Codó se referia, (que não se sabe ao certo se fazia parte de sua imaginação, ou se era real) ficava sentado com a cabeça baixa, com um chapéu de pescador, e a água do rio correndo pelo pé; o velho tinha uma mão grande e tocava um violão desafinado, e em um volume muito alto. Codó um dia disse ao velho, que seu violão estava desafinado, o velho se virou para Codó e disse “então vá arrumar o seu violão e afine”. Depois de ouvir isso, Codó procurou imediatamente seu pai e disse que queria um violão de verdade.
Como é de costume, em cidades do interior, existem mercadores que viajavam longas distâncias vendendo e trocando mercadorias diversas. Em uma dessas visitas de um mercador, Codó foi informado que havia um homem vendendo um violão em uma cidade vizinha, na Conceição de Salinas das Margaridas. Codó imediatamente foi a esta cidade procurar o tal violão. Ao chegar no local, e questionar o preço do instrumento, Codó percebeu que não tinha dinheiro para comprar o violão. Codó então sugeriu um troca, onde ofereceu a vaca leiteira do seu quintal em troca do instrumento. O dono do violão imediatamente aceitou a troca, mas Codó ainda precisava convencer seu pai dessa troca.
Voltando para casa, Codó sugeriu ao seu pai, que trocasse a vaca leiteira da família pelo violão. Seu pai de inicio fez resistência a troca, mas para realizar o sonho de seu filho, terminou cedendo a seu pedido.
Codó trocou a vaca leiteira de seu pai, pelo seu primeiro violão.
A partir daí Codó começou a tocar violão.
Autodidata, aprendeu ainda na adolescência a tocar pelo método da mão esquerda.
Depois de aprender a tocar violão, Codó queria mais, queria ir para o Mercado Modelo em salvador tentar a vida, mostrando sua arte, e comercializando os produtos de seu quintal (azeite de dendê, farinha de mesa, bejú, frutos do mar, doces em compotas, castanhas de caju, licor de caju e jenipapo, etc.).
Codó também levava para a “Feira de Sete Portas” em salvador, seu galo de briga, que era um grande campeão.
No jogo da capoeira, Codó também fez fama no “Mercado modelo” e na “feira de Sete Portas”, onde ganhava dinheiro com suas apresentações.
Nessas apresentações nos mercados populares, Codó conheceu os músicos, e amigos, Batata e Riachão, de quem ganhou uma música em sua homenagem, um xote baião que dizia assim “Codó conhecido é / por homi minini mulé / De salina ao Porto do Cairú / de São Roque a Barra de Paraguaçu / Codó conhecido é / por homi minini mulé”.
E foi na “Feira de Sete Portas”, que Codó conheceu Antonina Figueiredo Borges Mascarenhas, que posteriormente veio a ser sua mulher, com quem teve 10 filhos.
Como músico, e já casado com Antonina (Zinha como ele a chamava), Codó estabeleceu-se como músico, tocando durante muitos anos no Hotel da Bahia e na Rádio Sociedade da Bahia, de onde só saiu quando mudou-se para o Rio de Janeiro, nos anos 60.
Durante o tempo em que tocou na Rádio Sociedade e no Hotel da Bahia, recebia visitas, de Gilberto Gil e João Gilberto, que na época ainda eram garotos, e buscavam aprender novos acordes com o violão de Codó.
Mas para Codó, tocar na Bahia, ainda não era o suficiente, ele queria ir para o Rio de Janeiro.
Com o apoio de seu filho Antônio Codó, fez conatos com a gravadora RCA Victor, sediada no Rio de Janeiro, com quem fechou seu primeiro contrato para gravação de um LP (Alma do Mar), o que fez Codó mudar-se com seus filhos Antônio e Cláudio Codó para o Rio de Janeiro.
E com a renovação do contrato com a RCA, Codó resolveu trazer o resto de sua família para o Rio.

## Discografia
- (1963) Codó • Polydor • LP
- (1964) Alma do Mar - O Violão de Codó
- (1967) Codó e o Mar - RCA - LP
- (1967) A enluarada Elizeth • Copacabana • LP
- (1968) O Violão e a simplicidade de Codó • Mocambo • LP
- (1969) Um violão muito bom, Modéstia à Parte • Copacabana • LP
- (1970) Vim pra ficar • Copacabana • LP
- (1973) Codó - Brincando Com as Cordas • LP
- (1977) Codó e o Violão - Série Talento Brasileiro • LP
- (1978) Coisas da minha terra • CID • LP
- (1984) Série Música Brasileira Vol.1 - Codó • LP